# Gombáserdő
Gombáserdő (Vânătorești), település Romániában, a Partiumban, Szatmár megyében.

## Fekvése
Szatmárudvari közelében fekvő település.

## Története
Gombáserdő, Vadásztelek, Vânătorești Szatmárudvari községhez tartozó falu, mely korábban Szatmárudvari része volt.
1910-ben 183 lakosából 99 román, 84 magyar volt.
2002-ben 15 lakosából 13 román, 2 magyar volt.